# Brazey-en-Morvan
Brazey-en-Morvan is een gemeente in het Franse departement Côte-d'Or (regio Bourgogne-Franche-Comté) en telt 156 inwoners (1999). De plaats maakt deel uit van het arrondissement Beaune.

## Geografie
De oppervlakte van Brazey-en-Morvan bedraagt 17,6 km², de bevolkingsdichtheid is 8,9 inwoners per km².
De onderstaande kaart toont de ligging van Brazey-en-Morvan met de belangrijkste infrastructuur en aangrenzende gemeenten.

## Demografie
Onderstaande figuur toont het verloop van het inwonertal (bron: INSEE-tellingen).